# Rites of Spring Festival
Le Rites of Spring Festival, également appelé RoSfest (aussi stylisé RoSFest), est un festival américain de rock progressif, organisé annuellement en Pennsylvanie, chaque dernier week-end d'avril ou le premier de mai. La première édition du festival a lieu en 2004, année de sa création. L'édition 2022 est organisée à Sarasota, en Floride.

## Histoire
Le Rites of Spring Festival est créé en 2004 par George Roldan et Tom Smith. L'intention des promoteurs était d'établir un nouveau festival de rock progressif aux États-Unis. Le festival inaugural de 3 jours se déroule les 24, 25 et 26 avril 2004 au Colonial Theatre situé à Phoenixville, Pennsylvanie. Le festival se tient au Colonial Theatre jusqu'en 2007, avant d'être organisé au Keswick Theatre à Glenside/ à partir de 2008.
Depuis sa création, le festival a vu défiler des groupes comme Jadis et RPWL (en 2004), Spock's Beard (en 2007), ainsi que Nektar, Frost* et Lazuli (en 2009).
En décembre 2020, le festival annonce ses « adieux temporaires », les restrictions liées à la pandémie de Covid-19 empêchant l'événement d'être organisé. Les autres problèmes cités étaient liés aux problèmes de passeports de groupes qui devaient participer à l'événement, et à la hausse des coûts de l'organisation. Néanmoins, en 2021, le RoSfest est annoncé de retour avec une nouvelle équipe, mais sans date précise de retour. Finalement, le festival revient et est organisé du 16 au 18 avril 2022 au Sarasota Opera House de Sarasota, en Floride,. Aucune information de l'édition 2023 n'a été émise.